# Wilhelm Regendanz
Wilhelm Guido Regendanz (* 31. Mai 1882 in Elberfeld; † 15. Februar 1955 in Palm Beach Florida, USA) war ein deutsch-britischer Bankier.

## Leben

### Leben im Kaiserreich (1882 bis 1918)
Regendanz war ein Sohn des Paul Regendanz und seiner Ehefrau Eleonore (1861–1918). Er absolvierte das Gymnasium in Mainz. Anschließend studierte er Rechtswissenschaft an den Universitäten Berlin, Kiel und Heidelberg. 1906 promovierte er bei Ernst von Beling in Tübingen zum Dr. jur. Nach dem Studium trat Regendanz als Assessor in das Reichskolonialamt ein, das er 1909 auf Anraten von Ernst Langwerth wieder verließ, um nach einem einjährigen Urlaub als Syndikus in das Bankhaus M.M.Warburg & CO zu wechseln. Diese Tätigkeit übte er bis 1916 aus. Außerdem wurde er geschäftsführender Direktor der von seinem Schwiegersohn Max Warburg gegründeten Hamburg-Marokko-Gesellschaft.
In seiner Eigenschaft als Direktor der Hamburg-Marokko-Gesellschaft spielte Regendanz eine bedeutendere Rolle während der sogenannten Zweiten Marokkokrise im Jahr 1911, die sich infolge von deutsch-französischen Auseinandersetzungen über die französische Herrschaft über Marokko entspann: Im Auftrag des Auswärtigen Amtes verfasste Regendanz in diesem Jahr eine Petition mit schutzbedürftigen deutschen Interessen in Marokko, in der er außerdem auf die Annexion von Südmarokko drängte. Außerdem befand Regendanz sich an Bord des Kanonenbootes Panther der deutschen Kriegsmarine, dessen Entsendung nach dem marokkanischen Hafen Agadir zum äußeren Anlass der deutsch-französischen politischen Konfrontation in diesem Jahr wurde (Panthersprung nach Agadir).
Von 1916 bis 1923 amtierte Regendanz als Direktor der Österreichischen Creditanstalt für Handel und Gewerbe.

### Zwischenkriegszeit und späte Jahre (1919 bis 1955)
Nach dem Ersten Weltkrieg förderte Regendanz antibolschewistische Nationalbewegungen in der Ukraine. Seine weitverzweigte wirtschaftliche Tätigkeit setzte er auch in der Zeit der Weimarer Republik fort: Mit schwedischer Unterstützung gründete er 1925 die Norddeutsche Zündholzfabriken A.G. (NDZAG) und die Süddeutsche Zündholzfabriken A.G. (SDZAG). Ferner war er leitendes Mitglied des Verwaltungsrates der Amstelbank in Amsterdam und Eigentümer des Transmare-Verlags, nachdem er verschiedene Titel des Kurt-Wolff-Verlag übernommen hatte. Um den Verlust der deutschen Kolonien in Afrika zu kompensieren, verwandte Regendanz in der Zwischenkriegszeit außerdem große Anstrengungen darauf, ausgleichsweise große Gebietsmassen in Afrika aufzukaufen: Zu diesem Zweck versuchte er, ein deutsches Konsortium für den Ankauf der Mehrheit der Aktien der Nyassa Consolidated Ltd zusammenzubringen, und erhielt dafür Unterstützung unter anderem von den ehemaligen Diplomaten Paul Graf Wolff Metternich zur Gracht, Friedrich Rosen und Wilhelm Solf sowie vom Bankier Oppell. Wäre es nicht schließlich gescheitert, wäre das Territorium dieser Gesellschaft informell in deutschen Besitz gekommen, was das Deutsche Reich, dem Kolonialpolitik aufgrund des Vertrages von Versailles verboten war, durch die Hintertür faktisch – wenn auch nicht de jure – wieder zu einer Kolonialmacht gemacht hätte.
In der Spätphase der Weimarer Republik engagierte Regendanz sich in der Konservativen Volkspartei, in der er das Amt des Schatzmeisters übernahm. Außerdem stand er Kurt von Schleicher nahe. Für diesen übernahm er Aufgaben als Emissär und Verbindungsmann: So führte er beispielsweise Gespräche für Schleicher mit Edvard Beneš. Politisch vernetzt war er ferner durch seine Mitgliedschaft in gesellschaftlichen Begegnungsforen wie dem Herrenklub und dem Civilcasino.
Nach der nationalsozialistischen „Machtergreifung“ unterhielt Regendanz weiterhin enge Kontakte zu Kurt von Schleicher, den er häufiger in seinem Haus in Berlin-Dahlem empfing. Unter anderem ermöglichte er dort auch Begegnungen Schleichers mit dem französischen Botschafter André François-Poncet. Im Sommer 1934 floh Regendanz während der Röhm-Affäre in das Vereinigte Königreich, vermutlich nachdem er von der Ermordung seines Freundes Schleicher erfahren hatte und die versuchte Verhaftung des ehemaligen Ministers Gottfried Treviranus durch die SS unmittelbar miterlebt hatte: Regendanz und Treviranus spielten gerade Tennis im Garten des letzteren, als die SS sein Haus stürmte, worauf Treviranus über die Gartenmauer flüchtete.
Im Vereinigten Königreich wurde Regendanz noch vor dem Ausbruch des Zweiten Weltkrieges eingebürgert.

## Ehe und Familie
Regendanz heiratete 1915 in Hamburg Lilly Jenny Irma Engelbrecht (1894–1916). Um 1923 heiratete er in zweiter Ehe Else Bertha Clara Engelbrecht (* 8. März 1890 in Hamburg), eine Schwester seiner ersten Frau. Diese war zuvor von 1910 bis 1922 mit dem Rittergutsbesitzer Wilhelm Messner (1881–1949) verheiratet gewesen.
Aus Regendanzs Ehe mit Else Engelbrechten gingen drei Kinder – Lisabella, Guido und Rene – hervor.
In dritter Ehe heiratete Regendanz Carmen Herrmann (* 11. Oktober 1888 in Mexico), die zuvor mit dem Admiral Alexander Werth verheiratet gewesen war. Auf diese Weise wurde Regendanz Pflegevater des späteren Juristen und Staatsbeamten Alexander Werth, den seine Frau mit in die Ehe brachte. Später adoptierte er Werth, welcher fortan den Doppelnamen Werth-Regendanz trug.
Einem Lebenslauf von 1933 zufolge hatte Regendanz insgesamt sieben Kinder. Seine Nachfahren, inkl. Enkelkinder, wohnen zum Teil immer noch in London und in East Sussex.

## Schriften
- Beiträge zur Lehre von der Beteiligung am gefährlichen Raufhandel, R. Zacharias, Magdeburg 1906. (Dissertation)
- Die Finanzen Dänemarks, 1911.
- Die Devisenkurse im Kriege, Büttner, 1916.
- Nyassaland. R. Zacharias, Magdeburg 1918.
- Die Einverleibung des ostafrikanischen Mandatsgebiets in das Britische Reich, Haussmann, Berlin 1929.
- British Policy on mandated Colonies, Heymann, Berlin 1929.
- Die englische Mandatspolitik, Heymann, Berlin 1929.
- Deutschlands militärische Gleichberechtigung. Eine völkerrechtliche Untersuchung, Transmare Verlag, Berlin 1932. (zusammen mit Alexander Werth-Regendanz)
- Frederick (Fritz) Walter Pick [Hrsg.]: Searchlight on German Africa. The Diaries and Papers of Dr. W. Ch. Regendanz. A Study in Colonial Ambitions, etc, G. Allen & Unwin, London 1939.